# Гаал, Миклош
Ми́клош Га́ал (венг. Miklós Gaál; род. 13 мая 1981, Целльдёмёльк) — венгерский футболист, защитник.

## Карьера
Воспитанник венгерского клуба «Халадаш». В феврале 2010 года заявлял об интересе к нему со стороны российских клубов «Крылья Советов» и «Терек», а также «одного из испанских клубов», однако тогда «Амкар» отклонил все предложения. Кроме того, сообщалось, что венгра хотела приобрести «Алания». Миклош не был заинтересован в продлении контракта с «Амкаром», объясняя это тем, что к концу чемпионата России 2010 года потерял место в составе из-за травмы. В декабре того же года заключил контракт на полтора года с «Волгой», дебютантом премьер-лиги. До этого заявлял, что интерес к нему проявляли два английских клуба и один из клубов немецкой бундеслиги, но за три года, проведённых в «Амкаре», выучил русский язык, привык к особенностям местного быта и хотел бы остаться в России.

## Интересные факты
- В сентябре 2010 года «Амкар» устроил аукцион по продаже футболок, в которых команда в 2009 году играла в Лиге Европы с английским «Фулхэмом». Футболка Гаала была продана по самой высокой цене — 5 тысяч рублей (её приобрёл болельщик), а всего «Амкар» заработал на этом аукционе 64,3 тысячи рублей[6].